# Franz Schubert (Theologe)
Franz Schubert (* 28. Juli 1876; † 23. Januar 1937) war ein deutscher römisch-katholischer Pastoraltheologe.

## Leben
Nach der Priesterweihe am 26. Juli 1900 war er Professor am Priesterseminar in Weidenau. Ab 1920 war er ordentlicher Professor für Pastoraltheologie an der Universität Breslau.

## Schriften (Auswahl)
- Pastoraltheologie und Codex iuris canonici. Leipzig 1918, OCLC 898615558.
- Das Kirchenjahr auf der Kanzel. Liturgiegeschichtliche Grundgedanken, homiletische Anregungen, Predigtskizzen. Breslau 1925, OCLC 252750680.
- Grundzüge der Liturgik. Leipzig 1935, OCLC 311919467.
- Theorie der Seelsorge oder pastorale Hodegetik. Leipzig 1935, OCLC 311919713.